# 紅統群島
紅統群島（意思：金缽群島），在泰國灣內，屬於泰王國素叻他尼府。整個群島共計有42個小島，海域方圓為102平方公里，陸地方圓為18平方公里。
自1980年泰王國國家公園守護局將此群島闢作國立公園，今天有世界各地的遊人上島參觀與度假。

## 画廊

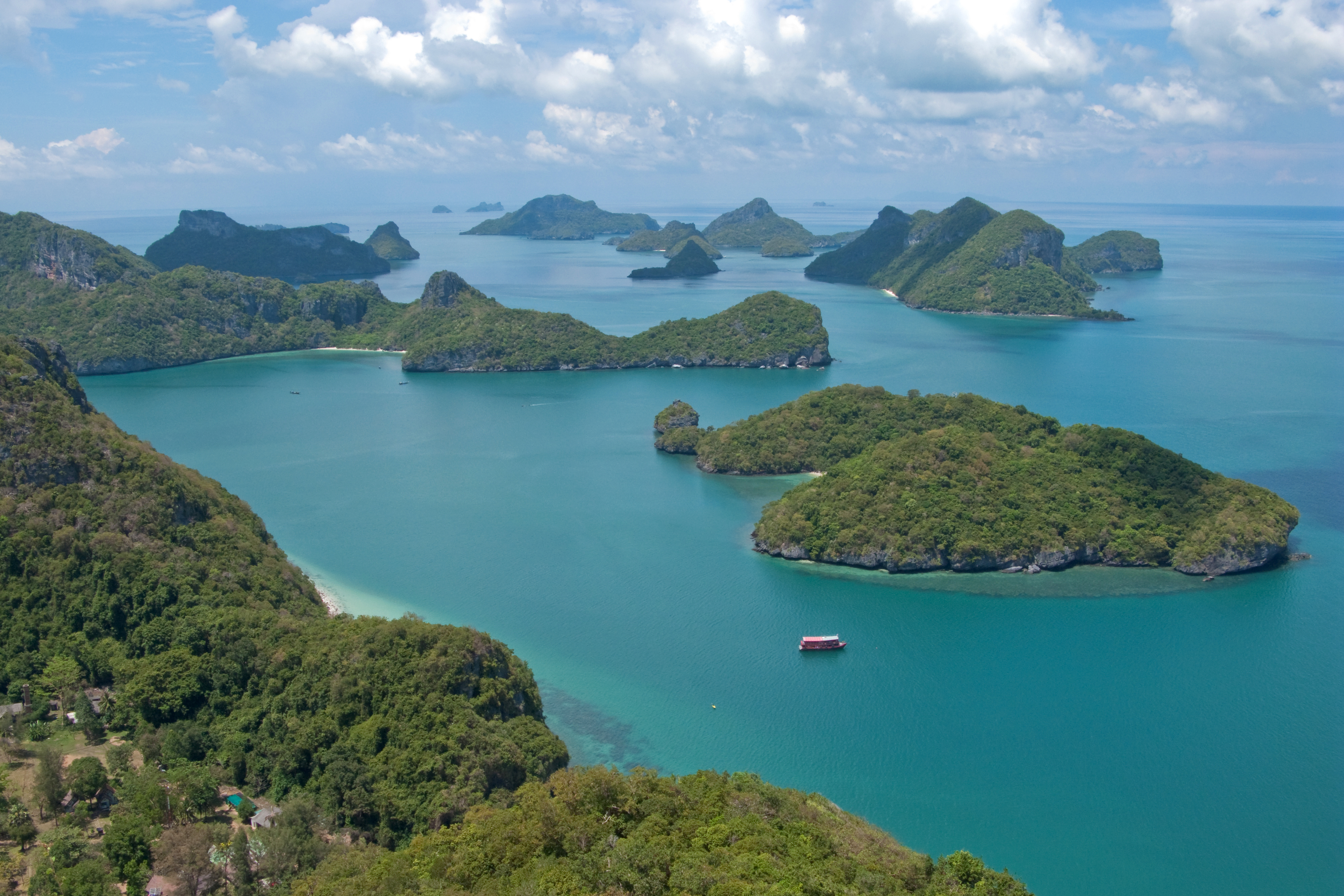
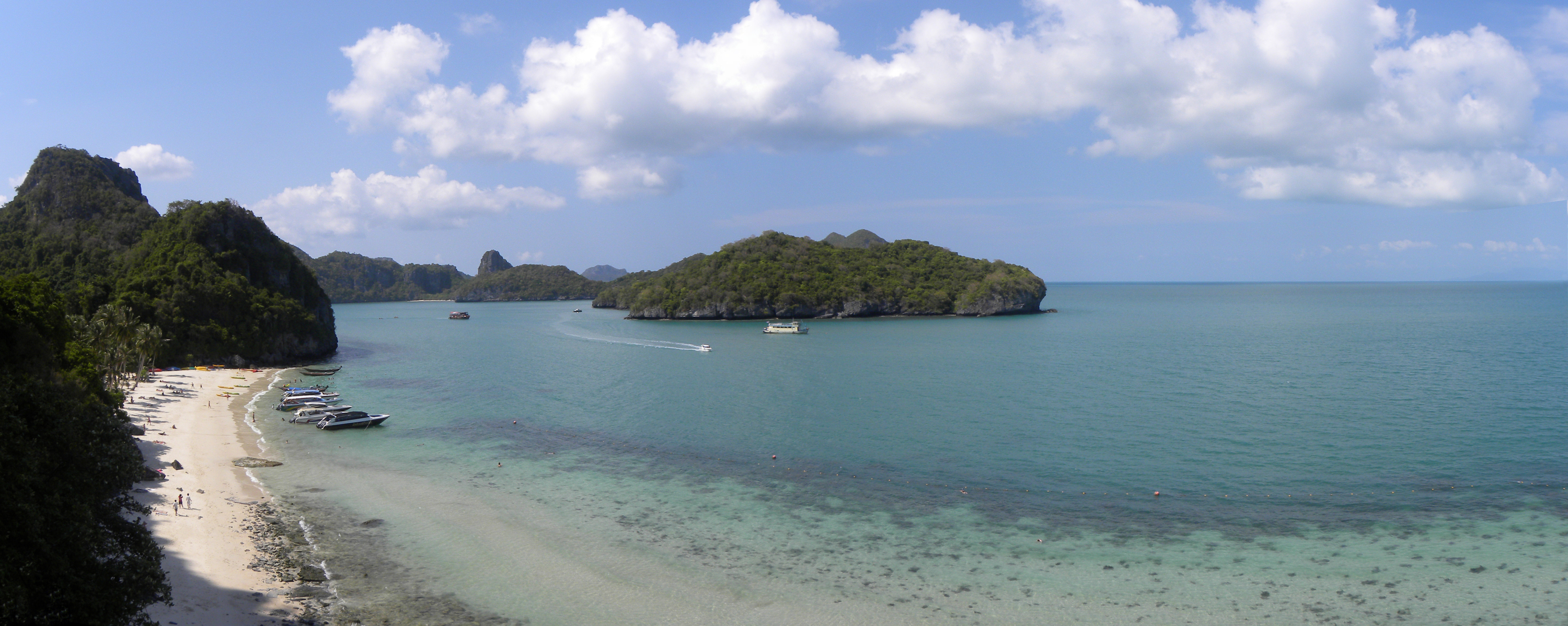
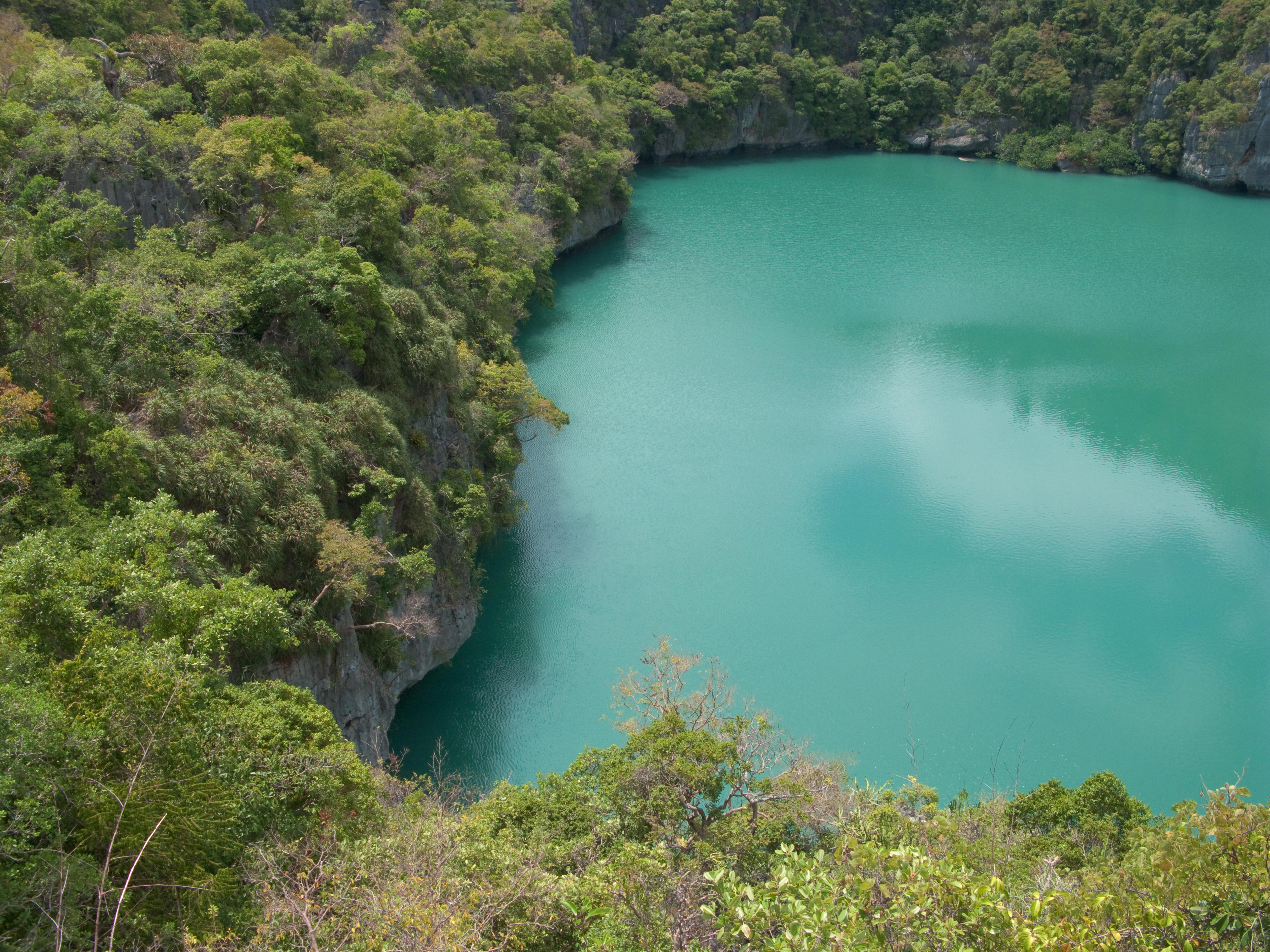
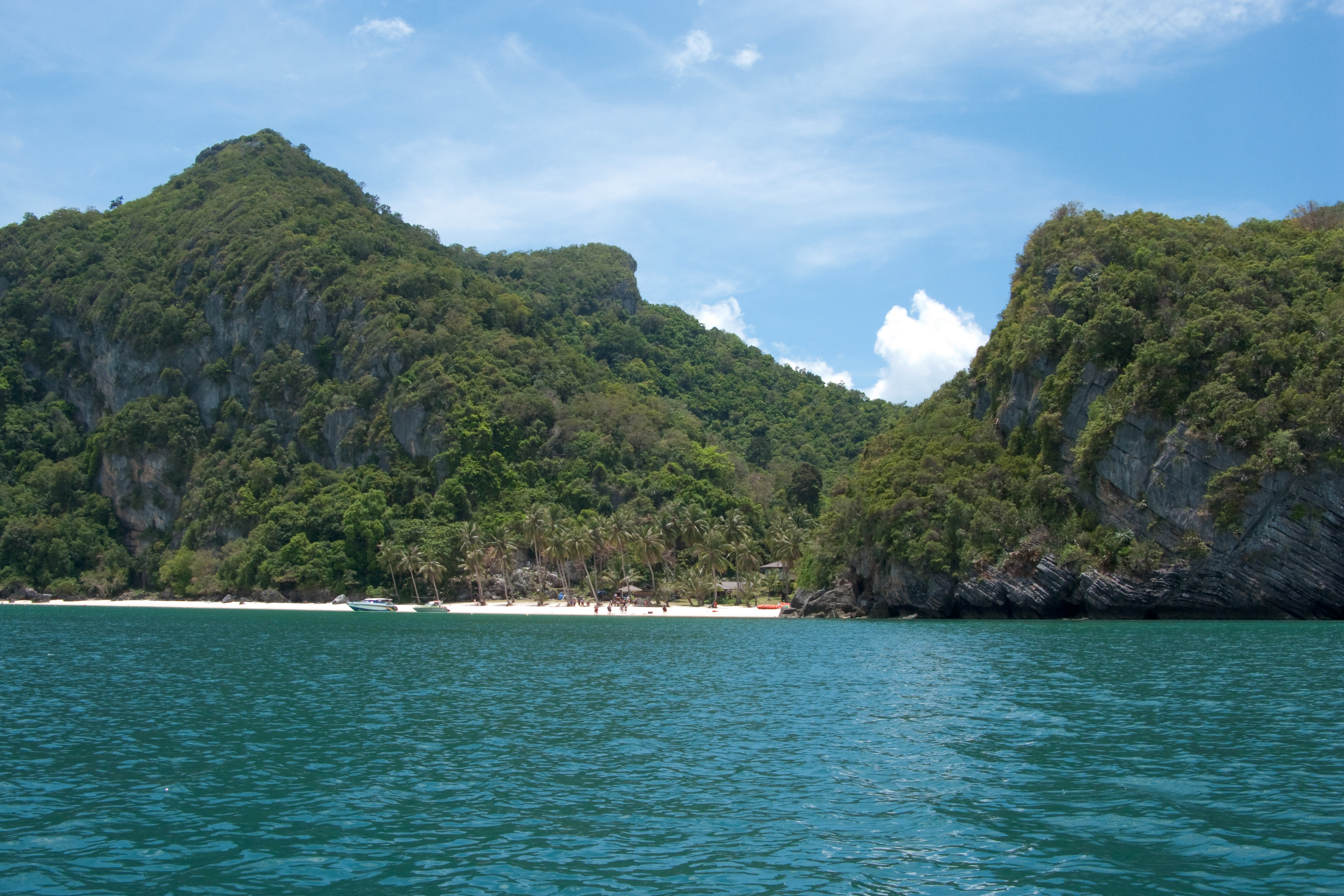
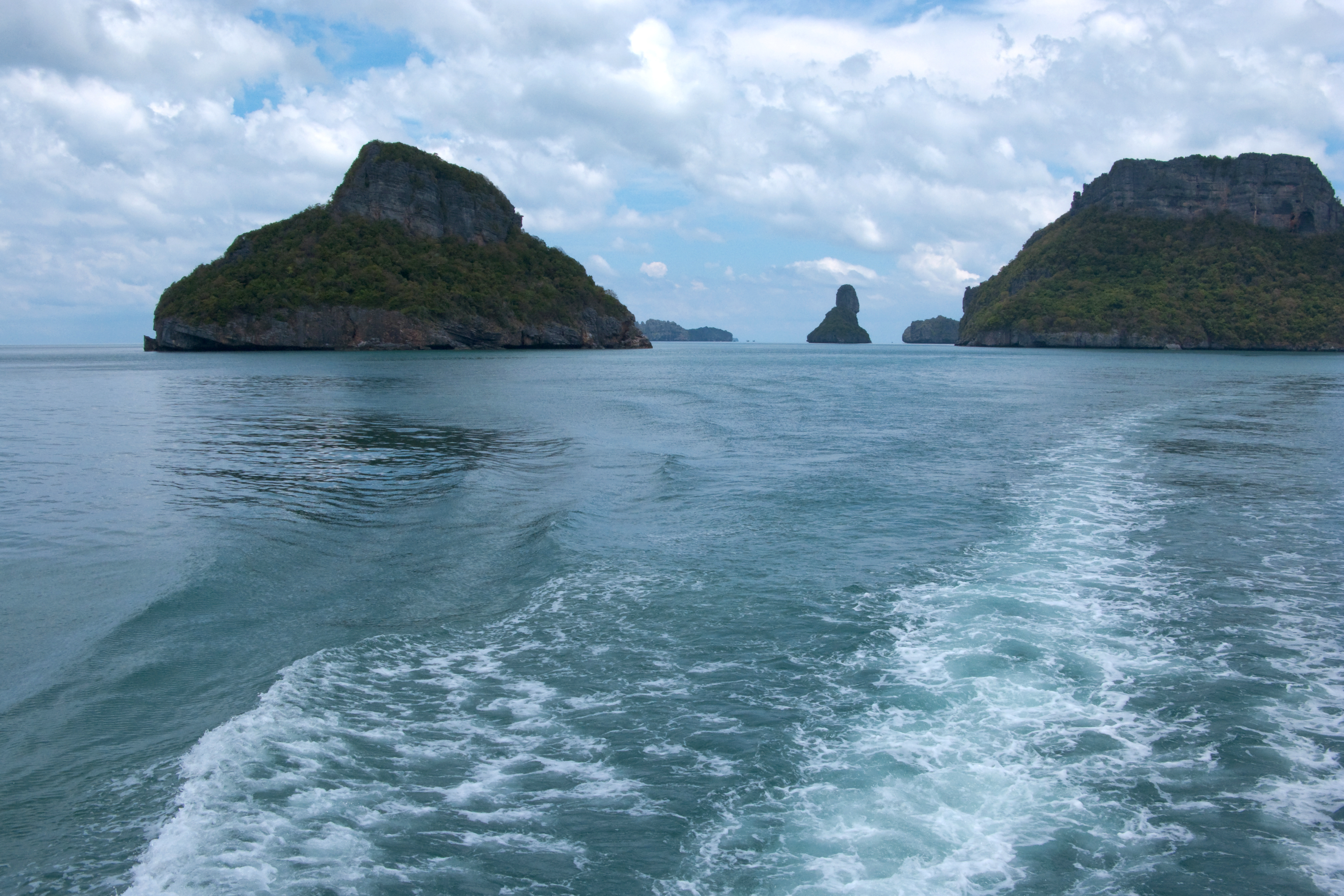
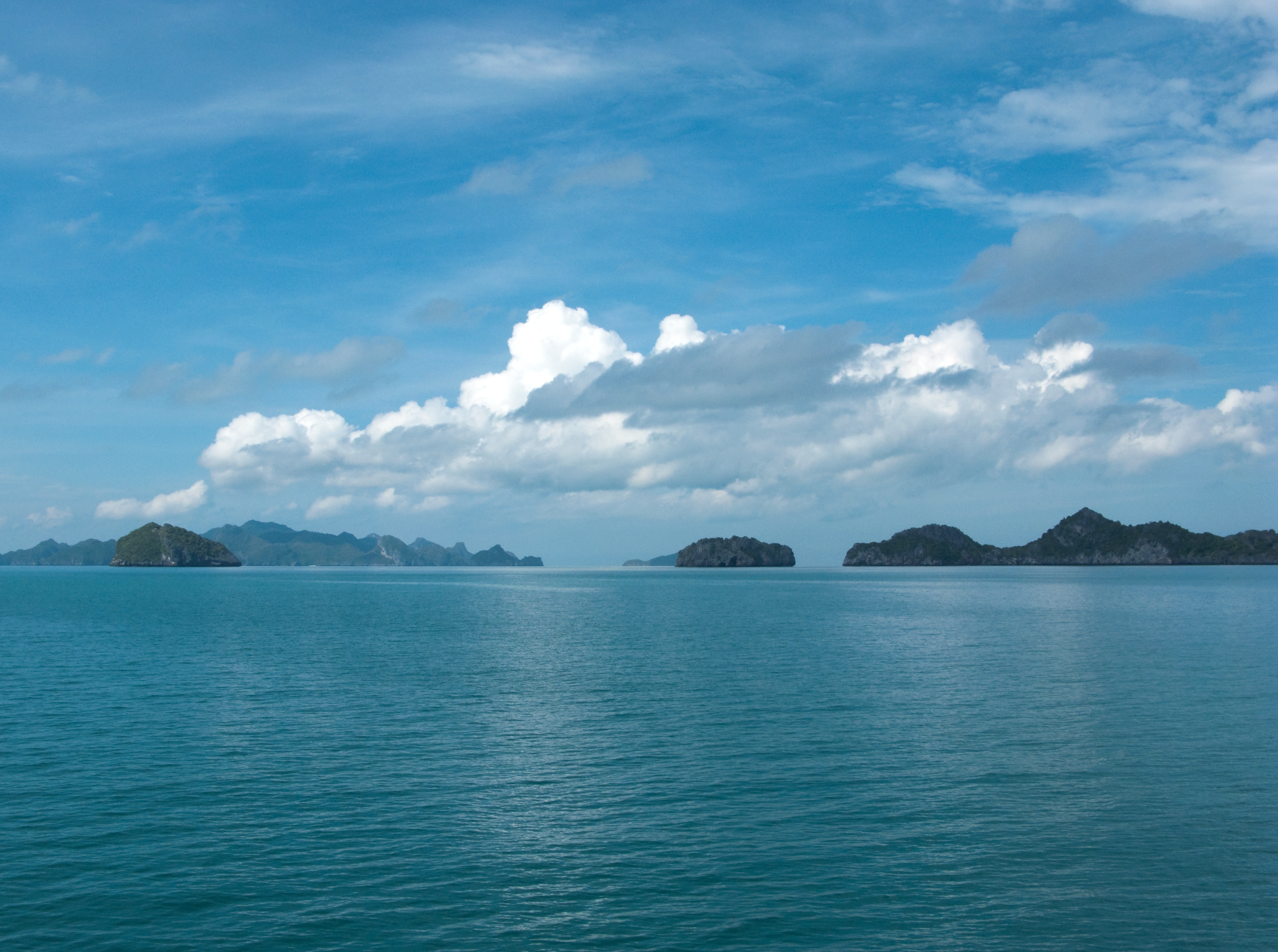
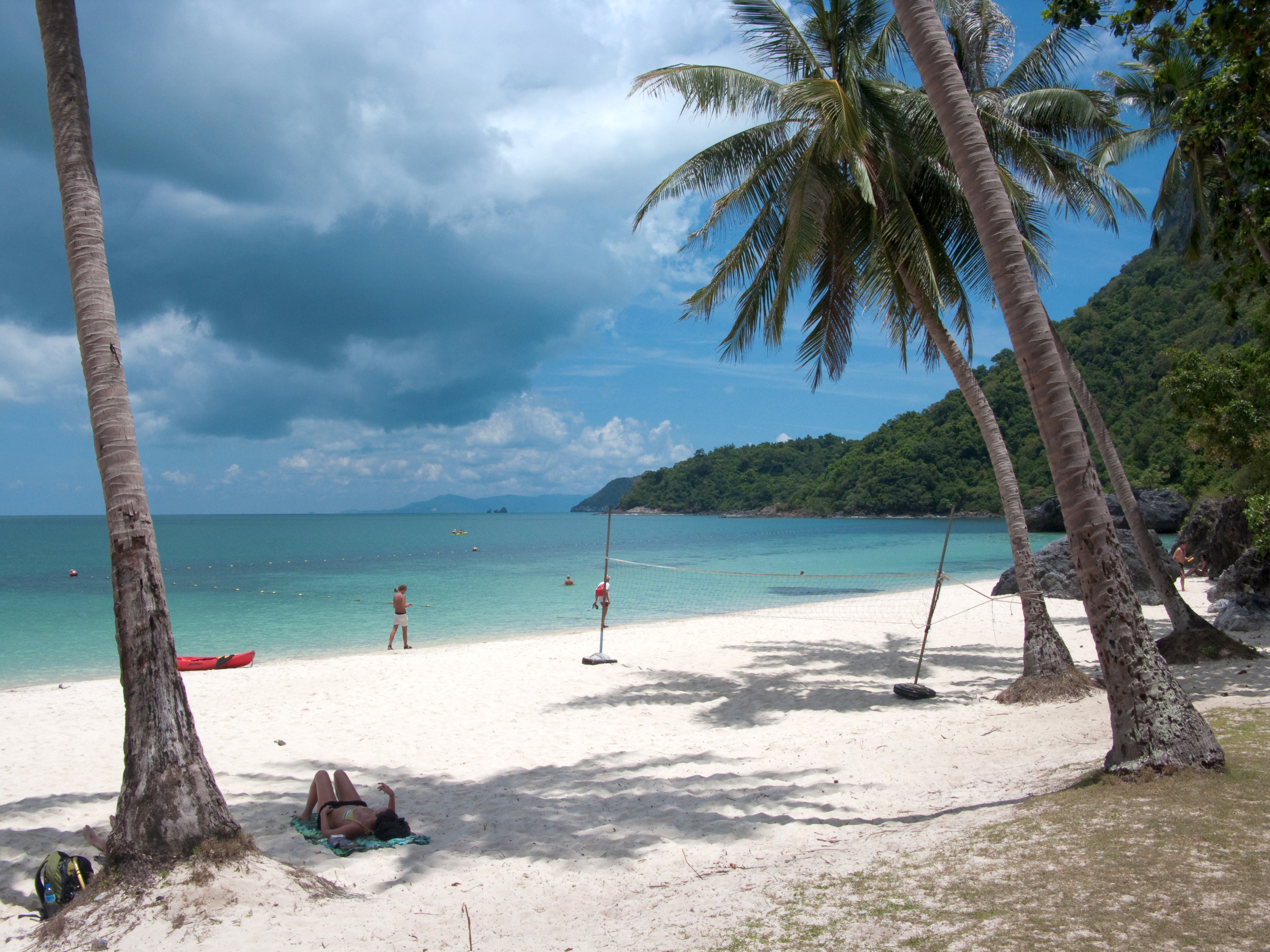
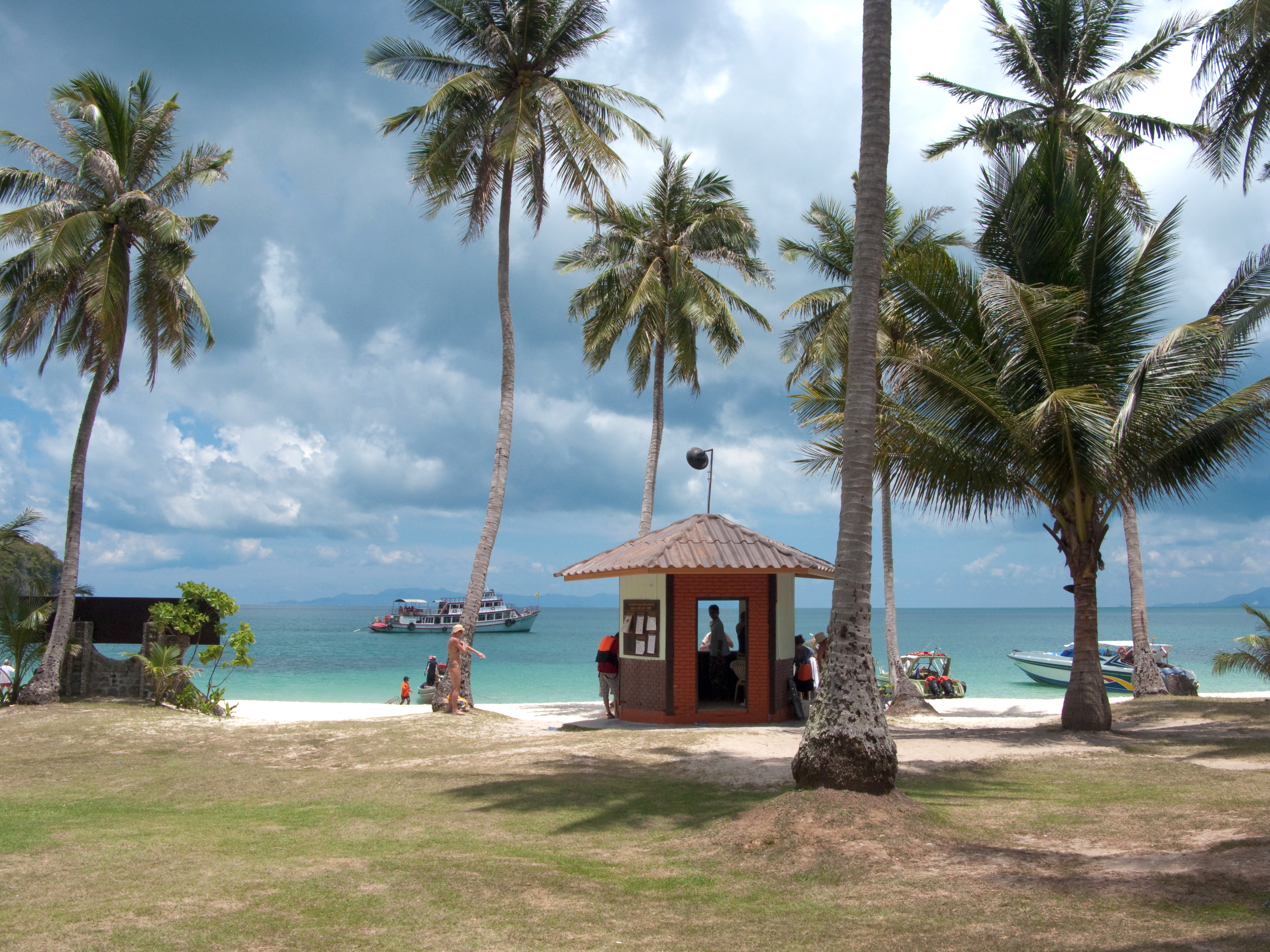

## 景
- 乞人島  （Koh Tan）
- 暮神島 （Koh Mudsom）
- 母之島  （Koh Mae）
- 日本礁石  （Hin yippon）

## 外部連結
- 泰王國國家公園守護局公式網址* [http://www.trekthailand.net/m12/index.html 泰王國國家公園徒步者資訊 （页面存档备份，存于） （德文） （英文）